# 金門 (電影)
《金門》（英語：Island in Between），中華民國紀錄短片，由江松長指導，以金門縣作為主題。影片入圍2024年第96屆奧斯卡金像獎「最佳紀錄短片」候選名單。

## 製作
2020年，江松長與父母前往金門縣旅行，產生了拍攝一部關於金門的影片的想法。恰好視納華仁（CNEX）公司也有意推出以金門為題材的紀錄片，雙方一拍即合。2021年開拍，攝製時間一年多，江松長在金門訪問了多位民眾。由於政治壓力，部分受訪者在影片發佈前要求刪去受訪片段。江松長表示，「這部片我希望以非常個人化的口吻，去形容這些常被視為國際地緣政治的事」。

## 發行
影片於2023年10月22日在中華民國文化部及駐洛杉磯辦事處臺灣書院支持的第43屆夏威夷國際影展「臺灣電影焦點（Spotlight on Taiwan）」放映活動上首映。
2023年12月5日，影片在《紐約時報》紀錄片平台Op-Docs上線。2024年2月22日，在駐紐約辦事處臺北文化中心舉行放映會。2024年3月6日，新北市政府新聞局舉行了包場放映會。

## 外部連結
- 互联网电影数据库（IMDb）上《金門》的资料（英文）